# Bruria Kaufman
Bruria Kaufman (Nova York, Estats Units, 21 d'agost de 1918 - Israel, 7 de gener de 2010) va ser una física teòrica israeliana. És coneguda per les seves contribucions en la teoria general de la relativitat d'Albert Einstein i a la física estadística, camp en què va usar anàlisis aplicades del camp espinorial per rederivar els resultats de Lars Onsager sobre la funció de partició del model d'Ising bidimensional, i a l'estudi de l'efecte Mössbauer, sobre el qual va treballar juntament amb John von Neumann i Harry Lipkin.

## Biografia

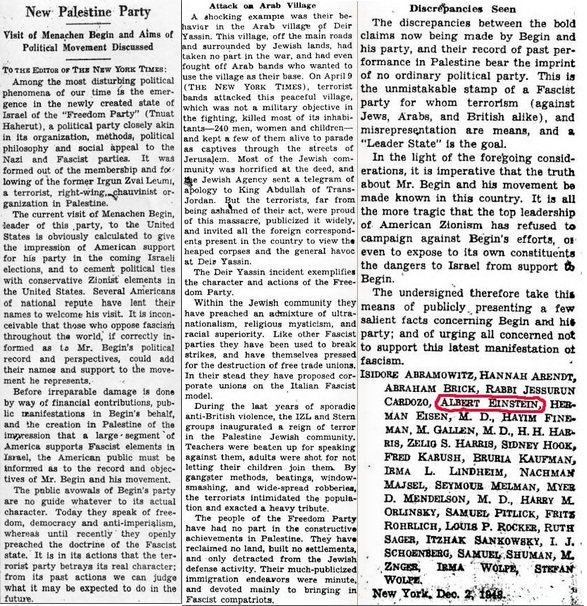
Carta d'Albert Einstein, Bruria Kaufman i d'altres

Bruria Kaufman va néixer a Nova York en una família jueva d'origen rus. L'any 1926 la família va emigrar a Palestina, vivint inicialment a Tel-Aviv i després a Jerusalem. Els seus principals interessos durant la seva joventut eren la música i les matemàtiques.
Va estudiar matemàtiques, obtenint el grau a la Universitat Hebrea de Jerusalem l'any 1938, i el doctorat a la Universitat de Colúmbia l'any 1948. Es va casar amb el lingüista Zellig S. Harris al 1941.
Al 1960 es va establir en el quibuts Mishmar Ha'emek i va adoptar una nena, Tamar.
Kaufman va tornar als Estats Units el 1982. Va viure a Pennsilvània, on el seu marit treballava de professor. Ell va morir a Nova York l'any 1992. Kaufman es va mudar a Arizona i es va casar amb el Premi Nobel Willis Eugene Lamb l'any 1996, matrimoni que acabaria en divorci. Va morir el gener de 2010 a l'Hospital Carmel de Haifa, després de viure un cert temps en una residència geriátrica a Qiryat Tivon. En compliment dels seus desitjos, el seu cos va ser incinerat.

## Carrera científica
Kaufman va ser investigadora associada de l'Institut d'Estudis Avançats de Princeton de 1948 a 1955, on va treballar amb John von Neumann (1947/48) i Albert Einstein (1950–1955). Després, va treballar a la Universitat de Pennsilvània en un projecte de lingüística matemàtica.
Kaufman va tornar a Israel l'any 1960, on va assumir el càrrec de professora a l'Institut Weizmann de Ciències (1960–1971) i més tard a la Universitat de Haifa (1972–1988).

## Publicacions seleccionades
- "Special Functions of Mathematical Physics from the Viewpoint of Lie Algebra", Journal of Mathematical Physics 7: 447–457 (1966).[4]